# Берген (Північна Дакота)
Берген (англ. Bergen) — місто (англ. city) в США, в окрузі Макгенрі штату Північна Дакота. Населення — 10 осіб (2020).

## Географія
Берген розташований за координатами 48°0′14″ пн. ш. 100°43′12″ зх. д. / 48.00389° пн. ш. 100.72000° зх. д. (48.003762, -100.720080).  За даними Бюро перепису населення США в 2010 році місто мало площу 1,91 км², уся площа — суходіл.

## Демографія
Згідно з переписом 2010 року, у місті мешкало 7 осіб у 4 домогосподарствах у складі 3 родин. Густота населення становила 4 особи/км².  Було 10 помешкань (5/км²).
Расовий склад населення:
| - 100,0 % — білих |

До двох чи більше рас належало 0,0 %. Частка іспаномовних становила 0,0 % від усіх жителів.
За віковим діапазоном населення розподілялося таким чином: 0,0 % — особи молодші 18 років, 57,1 % — особи у віці 18—64 років, 42,9 % — особи у віці 65 років та старші. Медіана віку мешканця становила 59,5 року. На 100 осіб жіночої статі у місті припадало 133,3 чоловіків;  на 100 жінок у віці від 18 років та старших — 133,3 чоловіків також старших 18 років.
Цивільне працевлаштоване населення становило 8 осіб. Основні галузі зайнятості: роздрібна торгівля — 62,5 %, виробництво — 25,0 %, фінанси, страхування та нерухомість — 12,5 %.